# Copa dos Campeões 2000
Die Copa dos Campeões 2000 war die erste Austragung der Copa dos Campeões, eines Fußballpokalwettbewerbs in Brasilien, der vom nationalen Fußballverband CBF organisiert wurde. Mit dem Gewinn des Pokals war die Qualifikation für das Achtelfinale der Copa Libertadores 2001 verbunden.
Das Turnier wurde mit einer Vorrunde und ab dem folgenden Viertelfinale im KO-Modus mit Hin- und Rückspiel ausgetragen. Das Finale wurde in nur einer Partie entschieden. Die Austragung fand vom erst vom 22. Juni bis 25. Juli 2000 statt.

## Teilnehmer
Die neun Teilnehmer ergaben sich aus zuvor ausgespielten regionalen Turnieren.

### Teilnehmer
| Bundesstaat    | Klub                 | Qualifizierung                                     |
| -------------- | -------------------- | -------------------------------------------------- |
| Amazonas       | São Raimundo EC (AM) | Copa Norte 2000 Sieger                             |
| Bahia          | EC Vitória           | Copa do Nordeste 2000 Zweiter                      |
| Minas Gerais   | América Mineiro      | Copa Sul-Minas 2000 Sieger                         |
| Minas Gerais   | Cruzeiro EC          | Copa Sul-Minas 2000 Zweiter                        |
| Goiás          | Goiás EC             | Copa Centro-Oeste 2000 Sieger                      |
| Pernambuco     | Sport Recife         | Copa do Nordeste 2000 Sieger                       |
| Rio de Janeiro | CR Flamengo          | Staatsmeisterschaft von Rio de Janeiro Sieger 2000 |
| São Paulo      | SE Palmeiras         | Torneio Rio-São Paulo 2000 Sieger                  |
| São Paulo      | FC São Paulo         | Staatsmeisterschaft von São Paulo Sieger 2000      |

### Vorrunde
In der Vorrunde spielten drei Klubs den Teilnehmer an der Hauptrunde aus.
| Pl. | Verein     | Sp. | S | U | N | Tore    | Diff. | Punkte |
| --- | ---------- | --- | - | - | - | ------- | ----- | ------ |
| 1.  | Goiás EC   | 2   | 1 | 1 | 0 | 005:200 | +3    | 04     |
| 2.  | EC Vitória | 2   | 0 | 2 | 0 | 003:300 | ±0    | 02     |
| 3.  | Roraima    | 2   | 0 | 1 | 1 | 003:600 | −3    | 01     |

|  | Qualifiziert für das Viertelfinale |

| Datum |                      | Ergebnis | !Austragungsort                               |
| ----- | -------------------- | -------- | --------------------------------------------- |
| 22.6. | São Raimundo EC (RR) | 2:2      | EC Vitória \| Estadio Vivaldo Lima            |
| 27.6. | EC Vitória           | 1:1      | Goiás EC \| Estádio Manoel Barradas           |
| 30.6. | Goiás EC             | 4:1      | São Raimundo EC (RR) \| Estádio Serra Dourada |

### Turnierplan
|  | Viertelfinale | Viertelfinale | Viertelfinale |           |   | Halbfinale | Halbfinale | Halbfinale |  |  | Finale | Finale |
|  |               |               |               |           |   |            |            |            |  |  |        |        |
|  | Flamengo      | 3             | 1             |           |   |            |            |            |  |  |        |        |
|  | Goiás         | 2             | 0             |           |   |            |            |            |  |  |        |        |
|  | Goiás         | 2             | 0             | Flamengo  | 2 | 0 (4)      |            |            |  |  |        |        |
|  |               |               |               | Flamengo  | 2 | 0 (4)      |            |            |  |  |        |        |
|  |               | Palmeiras     | 1             | 1 (5)     |   |            |            |            |  |  |        |        |
|  | Palmeiras     | Palmeiras     | 1             | 1 (5)     | 3 | 1          |            |            |  |  |        |        |
|  | Palmeiras     |               |               |           | 3 | 1          |            |            |  |  |        |        |
|  | Cruzeiro      | 1             | 1             |           |   |            |            |            |  |  |        |        |
|  | Cruzeiro      | 1             | 1             | Palmeiras | 2 |            |            |            |  |  |        |        |
|  |               |               |               |           |   |            |            |            |  |  |        |        |
|  |               | Sport         | 1             |           |   |            |            |            |  |  |        |        |
|  | São Paulo     | Sport         | 1             | 0         | 2 |            |            |            |  |  |        |        |
|  | São Paulo     |               |               | 0         | 2 |            |            |            |  |  |        |        |
|  | Vitória       | 0             | 0             |           |   |            |            |            |  |  |        |        |
|  | Vitória       | 0             | 0             | São Paulo | 2 | 1          |            |            |  |  |        |        |
|  |               |               |               | São Paulo | 2 | 1          |            |            |  |  |        |        |
|  |               | Sport         | 1             | 3         |   |            |            |            |  |  |        |        |
|  | América       | Sport         | 1             | 3         | 2 | 0          |            |            |  |  |        |        |
|  | América       |               |               |           | 2 | 0          |            |            |  |  |        |        |
|  | Sport         | 1             | 3             |           |   |            |            |            |  |  |        |        |

## Finalrunde

### Viertelfinale
| Datum       |                 | Gesamt |              | Hinspiel  | Rückspiel |
| ----------- | --------------- | ------ | ------------ | --------- | --------- |
| 12.7./15.7. | América Mineiro | 2:4    | Sport Recife | 2:1 (0:1) | 0:3 (0:0) |
| 12.7./15.7. | FC São Paulo    | 2:0    | EC Vitória   | 0:0       | 2:0 (2:0) |
| 12.7./15.7. | CR Flamengo     | 4:2    | Goiás EC     | 3:2 (2:1) | 1:0 (0:0) |
| 12.7./15.7. | SE Palmeiras    | 4:2    | Cruzeiro EC  | 3:1 (2:0) | 1:1 (0:1) |

### Halbfinale
| Datum       |              | Gesamt          |              | Hinspiel  | Rückspiel |
| ----------- | ------------ | --------------- | ------------ | --------- | --------- |
| 19.7./22.7. | Sport Recife | 4:3             | FC São Paulo | 1:2 (0:0) | 3:1 (1:1) |
| 19.7./22.7. | CR Flamengo  | 2:2 (4:5 i. E.) | SE Palmeiras | 2:1 (1:0) | 0:1 (0:1) |

### Finale
| SE Palmeiras                                      | SE Palmeiras | Sport Recife | Sport Recife |
| ------------------------------------------------- | --- | --- | ------------ |
| SE Palmeiras                                      | \| 25. Juli 2000 in Maceió (Estádio Rei Pelé) \| \| Ergebnis: 2:1 (1:0) \| \| Zuschauer: 22.560 \| \| Schiedsrichter: Carlos Simon ( Rio Grande do Sul) \|                              | \| 25. Juli 2000 in Maceió (Estádio Rei Pelé) \| \| Ergebnis: 2:1 (1:0) \| \| Zuschauer: 22.560 \| \| Schiedsrichter: Carlos Simon ( Rio Grande do Sul) \|                 | Sport Recife |
| SE Palmeiras                                      | Sérgio – Neném, Paulo Turra, Agnaldo Liz, Jorginho – Fernando, Rodrigo Taddei, Juninho, Faustino Asprilla – Alberto , Basílio Reserve Titi , Adriano Vieira Cheftrainer: Flávio Murtosa | Bosco – Erlon, Márcio, Evaldo , Russo – Léomar Leiria, Sidney Moraes, Nildo, Adriano Gerlin – Almir, Sandro Gaúcho Reserve Leonardo , Marquinhos Cheftrainer: Émerson Leão | Sport Recife |
| SE Palmeiras                                      | 1:0 32′ Asprilla 2:0 54′ Alberto | 2:1 90+1′ Nildo | Sport Recife |
| SE Palmeiras                                      | Sérgio, Neném, Taddei | Leiria, Russo, Almir | Sport Recife |
| 25. Juli 2000 in Maceió (Estádio Rei Pelé)        | | |              |
| Ergebnis: 2:1 (1:0)                               | | |              |
| Zuschauer: 22.560                                 | | |              |
| Schiedsrichter: Carlos Simon ( Rio Grande do Sul) | | |              |